# Lycosa yerburyi
Lycosa yerburyi là một loài nhện trong họ Lycosidae.
Loài này thuộc chi Lycosa. Lycosa yerburyi được Mary Agard Pocock miêu tả năm 1901.